# قرار مجلس الأمن التابع للأمم المتحدة رقم 1822
قرار مجلس الأمن التابع للأمم المتحدة رقم 1822 المتخذ بالإجماع في 30 يونيو 2008.

## القرار
تمديد ولاية فريق المراقبة الحالي الذي يتخذ من نيويورك مقراً له، والمختص بالإشراف على العقوبات التي يفرضها المجلس على أعضاء و/أو المرتبطين بتنظيم القاعدة وأسامة بن لادن وحركة طالبان لمدة 18 شهرًا، قدم مجلس الأمن «إجراءً واضحًا وعادلاً» للحفاظ على القائمة الموحدة للأشخاص الذين تنطبق عليهم تلك العقوبات.
اتخذ المجلس بالإجماع القرار 1822 (2008) بموجب الفصل السابع من ميثاق الأمم المتحدة، وقرر المجلس أنه ينبغي لجميع الدول أن تطبق مجموعة من الجزاءات المنصوص عليها في القرارات 1267 (1999) و1333 (2000) و1390 (2002)، بما في ذلك تجميد الأصول وقيود السفر وحظر توريد الأسلحة.
ووجه المجلس اللجنة المنشأة عملاً بالقرار 1267 (1999)، بمساعدة فريق الرصد، إلى إتاحة أسباب قابلة للإعلان للجمهور لإدراج الأفراد أو الكيانات المعنية على موقعها على الإنترنت. يجب على البلد الذي يُعتقد أنه يوجد فيه الفرد أو الكيان المدرج في القائمة والبلد الذي كان الشخص المدرج من رعاياه أن يخطر أو يبلغ الفرد أو الكيان بالتعيين إلى جانب الأسباب القابلة للإفصاح علنًا.
وبموجب أحكام أخرى من القرار، أوعز المجلس إلى لجنة القرار 1267 بإجراء استعراض لجميع الأسماء المدرجة في القائمة الموحدة بحلول 30 حزيران / يونيه 2010 من أجل ضمان أن تكون القائمة دقيقة قدر الإمكان، والتأكد من أن القائمة تظل مناسبة. كما وجهت اللجنة، بعد الانتهاء من المراجعة، بإجراء مراجعة سنوية لجميع الأسماء التي لم تتم مراجعتها منذ ثلاث سنوات أو أكثر.
وشجع المجلس اللجنة على مواصلة ضمان وجود إجراءات عادلة وواضحة لإدراج الأفراد والكيانات في القائمة الموحدة، وشطبهم ومنح استثناءات لأسباب إنسانية.
وشدد ممثل كوستاريكا، متحدثا بعد اعتماد النص، على الحاجة إلى اتخاذ إجراءات قوية ضد الإرهاب، لكنه قال إنه يجب أن يتم ذلك في إطار القانون الدولي وامتثالا للميثاق، مع قيام جميع أجهزة الأمم المتحدة بدورها المناسب. ولهذا السبب، يجب تطوير الآليات القانونية لمكافحة الإرهاب بالاشتراك مع الجمعية العامة.
وبينما أشاد بالأحكام الواردة في القرار التي تتطلب عرض أسباب إدراج الأفراد الخاضعين للجزاءات في القائمة، قال إن الآليات الموصوفة في الفقرة 28 ليست قوية بما يكفي لتحسين الأساليب الحالية في الإدراج والشطب. ولهذا السبب، ينبغي للمجلس أن ينظر بجدية في مقترحات أخرى لحماية حقوق الأفراد المدرجة أسماؤهم في القائمة.

## روابط خارجية
- نص القرار في undocs.org